# Gentiana loureiroi
Gentiana loureiroi es una especie de planta medicinal perteneciente a la familia Gentianaceae. Es una de las 50 hierbas fundamentales usadas en la medicina tradicional china donde recibe el nombre chino de dì dīng (地丁). Es originaria del sur y sudeste de Asia.

## Descripción
Es una planta perenne de 3-8 cm de altura, a veces con estolones a 2,5 cm. Raíces cilíndricas, carnosas. Tallos de color púrpura, erectos, simples o poco ramificados, ligeramente cespitosa, densamente papilados. Las hojas basales suelen ser desarrolladas; pecíolo de 3-7 mm, lámina foliar elíptica, de 1.5-3 cm × 3-5 mm, glabros abaxialmente, adaxial densamente y minuciosamente papilados, indistintamente con el margen cartilaginoso, ápice obtuso a agudo, a menudo mucronado Corola de color azul a azul-púrpura, rara vez  de color amarillo pálido verdoso. Semillas de color marrón, elipsoides, de 0.7-0.9 mm. Florece de febrero-septiembre

## Distribución y hábitat
Se encuentra en pendientes en carreteras, colinas, bosques, a una altura de 300-3200 metros. Fujian, Cantón, Guangxi, Hainan, Hunan, Jiangsu, Jiangxi, Taiwán, Zhejiang, Bután, noreste de India, Birmania, Tailandia y Vietnam.

## Taxonomía
Gentiana loureiroi fue descrita por (G.Don) Griseb.  y publicado en Prodromus Systematis Naturalis Regni Vegetabilis 9: 108. 1845.
Etimología
Gentiana: Según Plinio el Viejo y Dioscórides, su nombre deriva del de Gentio, rey de Iliria en el siglo II a. C., a quien se atribuía el descubrimiento del valor curativo de la Gentiana lutea.
loureiroi: epíteto otorgado en honor del botánico João de Loureiro.
Sinonimia
- Ericala loureiroi G.Don
- Gentiana aquatica Lour.
- Gentiana indica Steud.
- Gentiana pedicellata var. rosulata Kusn.
- Varasia loureiroi (Griseb.) Soják[4]